# Enciklike Pija X.
Papa Pio X. je izdao 17 enciklika za vrijeme njegovog pontifikata: 
| Br. | Naziv (lat.)              | Naziv (hrv.)             | Tema                                              | Datum              |
| --- | ------------------------- | ------------------------ | ------------------------------------------------- | ------------------ |
| 1.  | E supremi                 |                          | O uspostavljanju svih stvari u Kristu             | 4. listopada 1903. |
| 2.  | Ad diem illum laetissimum | Na najsretniji dan       | O Bezgrešnom začeću                               | 2. veljače 1904.   |
| 3.  | Iucunda sane              |                          | O Papi Grguru I.                                  | 12. ožujka 1904.   |
| 4.  | Acerbo nimis              |                          | O učenju kršćanskih doktrina                      | 15. travnja 1905.  |
| 5.  | Il fermo proposito        |                          | O katoličkom djelovanju u Italiji                 | 11. lipnja 1905.   |
| 6.  | Vehementer nos            | Nije vam dopušteno       | O francuskom zakonu o odvajanju crkve od države   | 11. veljače 1906.  |
| 7.  | Tribus circiter           |                          | O mističnim svećenicima u Poljskoj                | 5. travnja 1906.   |
| 8.  | Pieni l'animo             |                          | O kleru u Italiji                                 | 28. srpnja 1906.   |
| 9.  | Gravissimo officii munere |                          | O francuskim udrugama štovanja                    | 10. kolovoza 1906. |
| 10. | Une fois encore           | Još jednom               | O odvajanju crkve od države                       | 6. siječnja 1907.  |
| 11. | Pascendi Dominici gregis  | Pasti stado Gospodnje    | O modernističkom nauku                            | 8. rujna 1907.     |
| 12. | Communium rerum           | Uobičajene stvari        | O sv. Anselmu iz Aosta                            | 21. travnja 1909.  |
| 13. | Editae saepe              |                          | O sv. Karlu Boromejskom i protureformaciji        | 26. svibnja 1910.  |
| 14. | Notre charge apostolique  | Naše apostolsko poslanje | O socijalističkim doktrinama pokreta "Le Sillon"  | 15. kolovoza 1910. |
| 15. | Iamdudum                  | Bez kolebanja            | O portugalskom zakonu o odvajanju Crkve od države | 24. svibnja 1911.  |
| 16. | Lacrimabili statu         | Žalosnom stanju          | O Indijancima u Južnoj Americi                    | 7. lipnja 1912.    |
| 17. | Singulari quadam          |                          | O organizaciji rada                               | 24. rujna 1912.    |